# 埃爾特里溫福 (烏蘇盧坦省)
埃爾特里溫福（西班牙語：El Triunfo），是薩爾瓦多的城鎮，位於該國東南部，由烏蘇盧坦省負責管轄，面積39.71平方公里，海拔高度420米，2007年人口6,924，人口密度每平方公里174.36人。
13°33′32″N 88°25′48″W / 13.55889°N 88.43000°W